# Mironići
Mironići este un sat din comuna Pljevlja, Muntenegru. Conform datelor de la recensământul din 2003, localitatea are 25 de locuitori (la recensământul din 1991 erau 36 de locuitori).

## Demografie
În satul Mironići locuiesc 23 de persoane adulte, iar vârsta medie a populației este de 53,4 de ani (49,2 la bărbați și 57,9 la femei). În localitate sunt 8 gospodării, iar numărul mediu de membri în gospodărie este de 3,13.
Această localitate este populată majoritar de sârbi (conform recensământului din 2003).
|  |

| Demografie | Demografie | Demografie |
| An         | Locuitori  | Locuitori  |
| ---------- | ---------- | ---------- |
|            |            |            |
|            |            |            |
|            |            |            |
|            |            |            |
| 1948       | 72         |            |
| 1953       | 78         |            |
| 1961       | 74         |            |
| 1971       | 76         |            |
| 1981       | 73         |            |
| 1991       | 36         | 36         |
| 2003       | 25         | 25         |

| \| Componența etnică conform recensământului din 2003[2] \| Componența etnică conform recensământului din 2003[2] \| Componența etnică conform recensământului din 2003[2] \| Componența etnică conform recensământului din 2003[2] \| Componența etnică conform recensământului din 2003[2] \| \| ----------------------------------------------------- \| ----------------------------------------------------- \| ----------------------------------------------------- \| ----------------------------------------------------- \| ----------------------------------------------------- \| \| \| \| \| \| \| \| Sârbi \| Sârbi \| \| 18 \| 72% \| \| Musulmani \| Musulmani \| \| 7 \| 28% \| \| necunoscută \| necunoscută \| \| 0 \| 0% \| |             |  |    |     |
| Componența etnică conform recensământului din 2003 |             |  |    |     |
| |             |  |    |     |
| Sârbi | Sârbi       |  | 18 | 72% |
| Musulmani | Musulmani   |  | 7  | 28% |
| necunoscută | necunoscută |  | 0  | 0%  |